# Joep van Lieshout
Johannes Petrus Antonius (Joep) van Lieshout (Ravenstein, 28 september 1963) is een Nederlands beeldhouwer, ontwerper en vastgoedontwikkelaar.

## Biografie
Van Lieshout bracht zijn middelbareschoolperiode door in Oss en studeerde vervolgens aan de Willem de Kooning Academie in Rotterdam. Hij maakt objecten die zich bevinden op de grens tussen beeldende en toegepaste kunst zoals de serie Hard Edge. Doordat zijn objecten vaak functioneel zijn, veroorzaakt hij (bewust) verwarring bij de beschouwer van zijn werk.
Sinds 1995 voert hij zijn werk uit onder de naam Atelier Van Lieshout (AVL). AVL is een in Rotterdam gevestigde groep kunstenaars en medewerkers, waarmee hij samen zijn vrije werk en opdrachten uitvoert.
Van Lieshout was in de zomer van 2006 te gast in het televisieprogramma Zomergasten.
In 1996 ontwierp Joep van Lieshout de voordeur van Galerie Fons Welters, Amsterdam, destijds zijn galerie. In 2006 maakte hij in opdracht van de SP een aanhangwagentje in de vorm van een enorme polyester vleestomaat, de SoeP-mobiel, vanwaaruit tomatensoep – naar receptuur van Johannes van Dam – kan worden geserveerd aan hongerigen en passanten. In 2009 werd zijn Bikinibar (beeltenis van vrouw gekleed in bikini op haar rug liggend en dienst doend als bar) tentoongesteld tijdens ArtZuid. In 2019 was hij in die tentoonstelling vertegenwoordigd met vier beelden: Le foot (2015), Philosopher (2017), The sower (2018) en The leader (2015).
Afwijkend in zijn oeuvre is Industrieel monument uit 1993 in Amsterdam-Oost, een gerenoveerd reliek uit de industriële tijd van de buurt. Van Lieshout maakte voor Amsterdam nog een beeld/beeldengroep dat naar de industriële revolutie verwijst, De stam

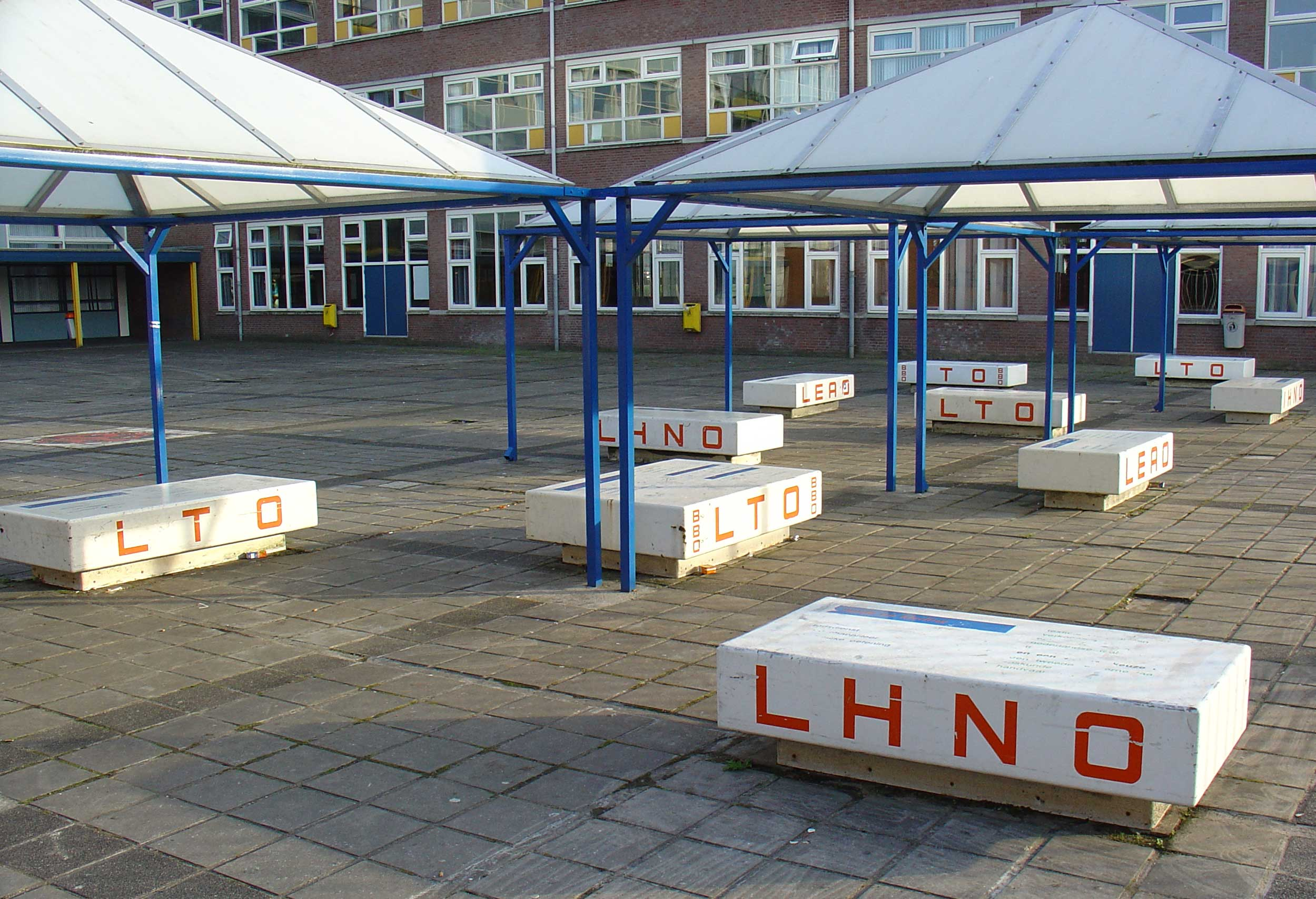
Tien banken (1993), Kanaalstraat, Gouda (later in felle kleuren overgeschilderd

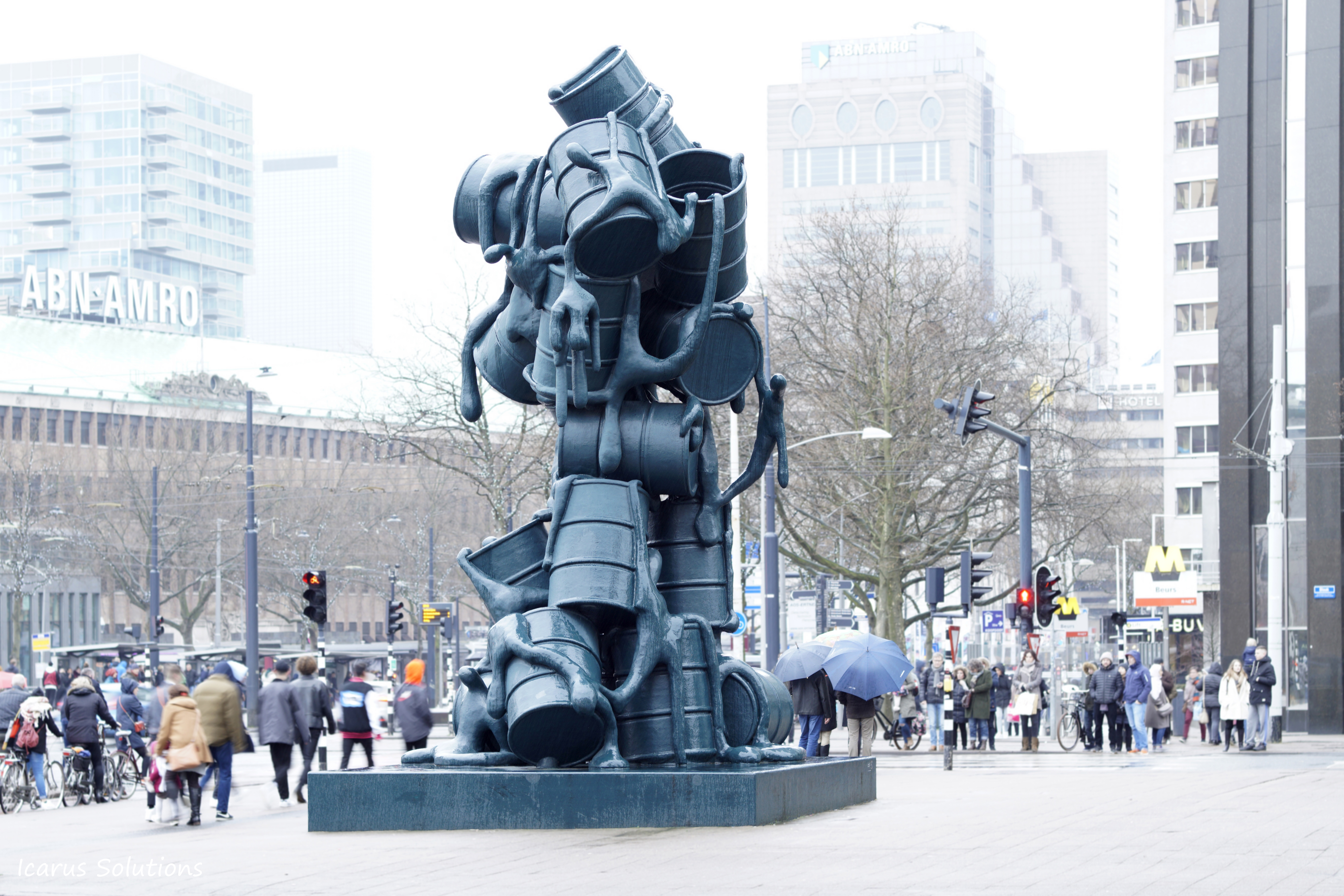
Cascade (2010), Rotterdam

## Prijzen
Van Lieshout heeft de volgende prijzen in ontvangst genomen:
- 1991: Charlotte Köhler Award
- 1992: Prix de Rome Award basisprijs
- 1995: Bolidt Floor Concepts 1995, 1st prize
- 1996: 87.Katalogförderpreis 1996, Alfried Krupp von Bohlen und Halbach Stiftung
- 1997: Anjerfonds - Chabot 1997 Award
- 1998: Mart Stam 1998 Award
- 2000: Wilhelmina-ring, Sculpture Award
- 2004: Kurt Schwitters Award
- 2009: Stankowski Award, vernoemd naar Anton Stankowski
- 2015: Harrie Tillieprijs
- 2018: Rotterdam Promotieprijs